# Clinton (Louisiana)
Clinton is een plaats (town) in de Amerikaanse staat Louisiana, en valt bestuurlijk gezien onder East Feliciana Parish.

## Demografie
Bij de volkstelling in 2000 werd het aantal inwoners vastgesteld op 1998. In 2006 is het aantal inwoners door het United States Census Bureau geschat op 1921, een daling van 77 (-3,9%).

## Geografie
Volgens het United States Census Bureau beslaat de plaats een oppervlakte van 7,1 km², geheel bestaande uit land. Clinton ligt op ongeveer 61 m boven zeeniveau.

## Plaatsen in de nabije omgeving
De onderstaande figuur toont nabijgelegen plaatsen in een straal van 28 km rond Clinton.